# Lubomír Pánek
Lubomír Pánek (4. dubna 1932 Praha – 23. října 2014 Praha) byl český populární a jazzový zpěvák, instrumentalista (vibrafonista, trumpetista, trombonista, kontrabasista), leader vokálního souboru (sbor Lubomíra Pánka).

## Umělecká činnost
V letech 1951–1955 studoval hru na kontrabas u profesora Františka Hertla na Pražské konzervatoři.
V roce 1955 Lubomír Pánek nastoupil základní vojenskou službu. V tomto období byl kontrabasistou v Armádním uměleckém souboru Víta Nejedlého a v souboru Vítězná křídla.
Amatérsky hrál na trubku v orchestrech Zdeňka Bartáka, Vlastimila Kloce aj., současně zpíval ve swingovém pěveckém kvartetu Františka Kočího, v němž působili též Eva Weinlichová, textař Zdeněk Borovec a herec Jiří Šašek. Barevná specifičnost zvuku sboru byla docílena souběžným vedením melodie v horním ženském hlase s o oktávu níže položeným hlasem mužským.
V letech 1957–1958 zpíval ve smíšeném sboru, spolupracujícím (po rozchodu souboru Sestry Allanovy) s orchestrem Karla Vlacha, pro který psali aranžmá mj. Jiří Baur, Miloslav Ducháč, Vlastimil Hála ad. Od roku 1955 byl souběžně angažován ve sboru Hudebního divadla v Karlíně. Po rozpadu sboru v roce 1958 hrál v různých orchestrech na trubku.

### Sbor Lubomíra Pánka
V roce 1959 Lubomír Pánek vstoupil do orchestru divadla Semafor jako hráč na ventilový trombón. V témže roce založil osmičlenný vokální soubor, který se vedle doprovodu pěveckých a hereckých protagonistů Semaforu prosadil i mimo divadlo. Členy byli mj. Waldemar Matuška, Eva Pilarová, tenorsaxofonista Jaroslav Štrůdl, později i trumpetista Květoslav Rohleder, Zdeněk Pulec a členky zaniklého kvarteta Sestry Allanovy (Božena Lázničková, Věra Kočvarová a Jiřina Salačová), postupně se ve sboru vystřídali zpěváci Svatava Černá, Božena Klocová, Jana Koubková, Marta Kühnová, Zdena Patrochová, Věra Sattlerová, Pavel Vitoch ad.
Vedle činnosti v divadle Semafor vystupoval sbor také samostatně. Spolupracoval s mnoha sólisty a ansámbly při nahrávání ve studiích a také při veřejných vystoupeních. Snímky, na nichž soubor spolupracoval s dvojicí Suchý & Šlitr pod názvem Sbor Lubomíra Pánka, byly vydávány na deskách Supraphon (mj. Klokočí, Láska nebeská, Krajina posedlá tmou). Roku 1962 se Pánek stal hráčem na bicí nástroje ve Filmovém symfonickém orchestru v Praze, kde působil do 1991, avšak souběžně zůstal leaderem sboru. S ním vystupoval při festivalech Bratislavská lyra, Děčínská kotva, Intertalent aj.
Sbor spolupracoval s orchestrem Karla Vlacha, s Tanečním orchestrem Československého rozhlasu, kde natáčeli desku mimo jiné se zpěváky Karlem Gottem, Helenou Vondráčkovou, Hanou Hegerovou, Evou Olmerovou, Petrem Novákem, klarinetistou Ferdinandem Havlíkem aj., s orchestry Václava Hybše či Karla Krautgartnera, dále se podílel na ozvučování filmů (mj. Kniha džunglí, Kocour v botách, Méďa Béďa, Snoopy, vrať se domů, Vánoční příběh). Pánek ustavil rovněž mužský kvartet ve složení Jaroslav Dřevikovský, Pavel Kühn, Lubomír Pánek a Květoslav Rohleder, který po krátkou dobu své existence upřednostňoval náročnější moderní repertoár.
Zcela mimořádný úspěch přineslo sboru v roce 1969 turné v Německu, Rakousku a Švýcarsku, kdy vystupoval společně s orchestrem a sborem amerického aranžéra a kapelníka Raye Conniffa, který z ekonomických a organizačních důvodů při zájezdu do Evropy využil možnosti angažovat evropské zpěváky a instrumentalisty (kromě Pánkova sboru získal Conniff pro spolupráci také brněnský orchestr Gustava Broma). Pánek na tomto zájezdu vedl rozšířený šestnáctičlenný sbor. Po návratu z turné s Conniffem pracoval Lubomír Pánek nadále s vlastním sborem až do 1993, kdy sbor svou činnost ukončil.

## Ocenění
Výkony sboru byly oceněna Zlatou platinovou deskou (Artes, Supraphon, Nadace OSA a Nadace Život umělce – 2000). Pánek je nositelem ceny Senior prix 2002.

## Pedagogická činnost
Od roku 1985 se začal věnovat pedagogické činnosti. Do roku 1988 učil na Konzervatoři Jaroslava Ježka, v letech 1993–99 na soukromé Pěvecké konzervatoři Praha zakladatele Josefa Rybičky a od roku 2000 do 2011 Lubomír Pánek učil v oddělení populární hudby na Pražské státní konzervatoři předmět Interpretace populární hudby.